# God Bless the USA
God Bless the USA  è una canzone patriottica statunitense scritta e registrata dall’artista country Lee Greenwood.
La canzone, uno dei brani patriottici più famosi degli Stati Uniti, è considerata quasi un “secondo inno nazionale” ed è inoltre la signature song di Lee Greenwood.
La canzone ha riscosso molto successo sia alla sua uscita, nel 1984, sia a seguito degli attacchi terroristi dell’11 settembre 2001
Il brano è stato oggetto di numerose cover tra le quali, quelle più note, di Beyoncé e di Dolly Parton.
La canzone è diventata disco di platino negli Stati Uniti e, solo in questo paese, ha venduto 1,5 milioni di copie.